# Joseph Hooker
Joseph Hooker (Hadley (Massachusetts), 13 november 1814 - Garden City (New York), 31 oktober 1879), ook bekend als "Fighting Joe", was beroepsofficier in het United States Army en generaal-majoor in het Noordelijke leger tijdens de Amerikaanse Burgeroorlog. Hij gaf kortstondig leiding aan het belangrijke Army of the Potomac, maar na zijn vernietigende nederlaag in de Slag bij Chancellorsville tegen Robert E. Lee in 1863 raakte hij dat commando weer kwijt. Hij diende gedurende de rest van de burgeroorlog verdienstelijk in ondergeschikte commando's.

## Voor de oorlog
Hooker werd geboren in Hadley, Massachusetts als kleinzoon van een kapitein in de Amerikaanse Vrijheidsoorlog. Hij studeerde af van West Point in 1837 en werd tweede luitenant in de artillerie. Hij vocht eerst tegen de Seminole-indianen en diende daarna in de Mexicaans-Amerikaanse oorlog onder zowel Zachary Taylor als Winfield Scott in staf-functies. Hij verdiende promoties voor betoonde moed en leiderschap in drie veldslagen: Slag bij Monterrey (kapitein), Puente Nacional (majoor) en Slag bij Chapultepec (luitenant-kolonel). Zijn toekomstige reputatie als Don Juan begon in Mexico, waar hij door de lokale meisjes Handsome Captain genoemd werd.
In 1853 nam Hooker ontslag uit het leger, nadat zijn reputatie beschadigd was, omdat hij getuige was geweest tegen zijn voormalige commandant Winfield Scott in de krijgsraad tegen Gideon Pillow. Hooker vestigde zich in Sonoma County, Californië als boer en land-ontwikkelaar, maar hij wijdde zich meer aan gokken en drank dan aan landbouw. Hij verzocht de toenmalige minister John B. Floyd nog om de president (James Buchanan) hem terug te laten keren in het leger, maar tevergeefs.

## Burgeroorlog
Aan het begin van de oorlog verzocht Hooker om een benoeming tot officier, maar zijn eerste verzoek werd geweigerd, misschien omdat de opperbevelhebber van het leger, Winfield Scott, nog een hekel had aan Hooker. Hij leende geld om van Californië naar het Oosten te trekken. Nadat hij de nederlaag van het Noordelijke leger tijdens de Eerste Slag bij Bull Run had gezien, schreef hij een brief naar president Abraham Lincoln, waarin hij klaagde over militair wanbeheer, zijn eigen kwalificaties voor het voetlicht bracht, en weer om een benoeming tot officier vroeg. In augustus 1861 werd hij benoemd tot brigadegeneraal van vrijwilligers. Hij voerde het bevel over een brigade en daarna een divisie in de buurt van Washington D.C., als onderdeel van de oprichting en organisatie van het nieuwe Army of the Potomac onder generaal-majoor George McClellan.

### 1862
In de Schiereiland-veldtocht van 1862 leidde Hooker de 2e divisie van het III Corps en vestigde een naam als een goed leider in het gevecht, die agressief de belangrijke punten op het slagveld opzocht. Hij leverde kritiek op zijn commandant McClellan, die hij veel te voorzichtig vond: "Hij is niet alleen geen soldaat, hij weet niet eens wat soldaat zijn inhoudt."
Terwijl McClellans leger zich terugtrok werd Hooker overgedragen aan John Popes Army of Virginia. Hij bleef eerst divisie-commandant, maar nam het commando over III Corps over na de nederlaag tijdens de Tweede Slag bij Bull Run. Nadat Robert E. Lees leger Maryland was binnengetrokken vocht Hooker met onderscheiding tijdens de Slag bij Antietam. Tijdens die slag lanceerde Hookers legerkorps de eerste aanval van de bloedigste dag in de Amerikaanse geschiedenis, tegen het legerkorps van Thomas "Stonewall" Jackson. Hooker werd gewond aan zijn voet en moest het slagveld verlaten. Hij beweerde later dat het Noorden zou hebben gewonnen als hij had kunnen blijven, maar McClellans voorzichtigheid zorgde ervoor dat het Zuidelijke leger kon ontkomen. President Lincolns geduld was op en hij verving McClellan door Ambrose Burnside.
De Slag bij Fredericksburg in december 1862 was opnieuw een débacle voor de Unie. Hooker noemde Burnsides plan om de fortificaties op de heuvels rond de stad te bestormen "belachelijk". Zijn legerkorps had enorme verliezen geleden in de veertien vruchteloze aanvallen waartoe Burnside opdracht had gegeven, ondanks Hookers bezwaren. Een maand later was het geduld van president Lincoln alweer op en verving hij Burnside: door Hooker.

### Commandant van het Army of the Potomac
Op 26 januari 1863 werd Fighting Joe Hooker de nieuwe commandant van het Army of the Potomac. Een groot deel van het leger zag dit als onvermijdelijk, wegens Hookers agressieve reputatie, wat bij zijn voorgangers geheel ontbrak.
Hooker was niet erg bescheiden. Hij schreef naar Lincoln dat het land het beste gediend was met een dictator. Lincoln schreef terug:
"Alleen succesvolle generaals kunnen dictator worden. Waar ik nu om vraag is militair succes, en ik zal het dictatorschap riskeren."
Hooker wist het moreel van zijn troepen enorm op te vijzelen door hervormingen op het gebied van gezondheid en welzijn, maar hij zette een slecht voorbeeld voor het gedrag van zijn officieren: zijn hoofdkwartier werd beschreven als een combinatie van een bar en een bordeel.
Hooker plande een lente- en zomer-campagne die er goed uitzag: Eerst de cavalerie diep het vijandelijk gebied insturen om de bevoorrading af te snijden en de vijand af te leiden van de hoofd-aanval. Daarna wilde hij Lees leger vastpinnen in Fredericksburg en zijn eigen leger achter Lee langs laten marcheren om hem vervolgens in de rug aan te vallen. Maar beide acties werden te voorzichtig uitgevoerd en bereikten dus hun doelstellingen niet. En op het moment dat zijn leger in contact kwam met dat van Lee op 1 mei 1863 verloor hij zijn zenuwen, trok zijn leger terug rond het stadje Chancellorsville, en wachtte op Lees aanval.
Lee reageerde meesterlijk: hij splitste zijn kleinere leger in tweeën om beide delen van Hookers leger aan te kunnen vallen. Daarna splitste hij nog een keer, om Thomas "Stonewall" Jackson Hookers onbeschermde rechterflank te laten aanvallen. De Slag bij Chancellorsville wordt wel "Lees perfecte veldslag" genoemd, omdat hij een veel grotere vijand versloeg door gedurfde tactieken.
Een deel van Hookers falen is te wijten aan een kanonskogel: terwijl Hooker buiten zijn hoofdkwartier stond raakte een kanonskogel de houten paal waar hij tegenaan leunde en sloeg hem buiten westen voor de rest van de dag. Desondanks weigerde hij, zelfs tijdelijk, het commando over te dragen aan zijn nummer twee, Darius N. Couch. Diverse generaals lieten luid en duidelijk weten dat ze hier niet mee akkoord gingen.
In juni 1863 pleegde Robert E. Lee opnieuw een invasie in het Noorden, en Lincoln stuurde Hooker achter Lee aan om hem te verslaan. Hookers oorspronkelijke plan was om Richmond in te nemen, maar Lincoln sprak daarover zijn veto uit, zodat het Army of the Potomac naar het noorden ging marcheren, in de hoop Lees Army of Northern Virginia te onderscheppen terwijl het via de Shenandoah Vallei probeerde Pennsylvania binnen te komen. Hookers opdracht was allereerst om Washington D.C. en Baltimore te verdedigen, en ten tweede om Lee te onderscheppen en verslaan. Lincoln begon zijn vertrouwen in Hooker te verliezen. Toen Hooker in discussie ging met het hoofdkwartier van het leger over de verdediging van Harper's Ferry bood hij impulsief zijn ontslag aan, wat snel aangenomen werd door Henry Halleck en Lincoln. Op 28 juni, drie dagen voor de Slag bij Gettysburg, werd Hooker vervangen door generaal-majoor George Meade. De eer voor die belangrijke slag zou naar Meade gaan.

### Westelijk Theater
Hookers carrière eindigde niet, ondanks zijn slechte optreden. Hij werd met zijn troepen overgeplaatst naar het westen om het Army of the Cumberland te versterken rond Chattanooga, Tennessee. Hooker had de leiding in de slag om Lookout Mountain, die een belangrijke rol speelde bij Ulysses S. Grants beslissende overwinning in de Slag bij Chattanooga.
Hooker leidde zijn corps competent in de Atlanta campagne onder Sherman in 1864. Voordat de stad veroverd werd had hij zijn ontslag gevraagd, ontstemd over de promotie van een andere generaal (Oliver D. Howard) met minder senioriteit dan hijzelf.
Van 1 oktober 1864 tot het einde van de burgeroorlog voerde hij het commando over het Northern Department (omvattende de staten Michigan, Ohio, Indiana en Illinois) met hoofdkwartier in Cincinnati, Ohio.

## Militaire loopbaan
- Cadet: 1834
- Second Lieutenant (USA): 1837
- First Lieutenant (USA):
- Captain (USA): 1846[3]
- Major (USA): 1847[3]
- Brevet Lieutenant Colonel (USA): 1847[4][3]
- Ontslag: 21 februari 1853[3]
- Colonel: 1859-1861[4]
- Brigadier General (USV): 3 augustus 1861 (gedateerd 17 mei 1861)[5]
- Major General (USV): 5 mei 1862[5]
- Brigadier General (USA): 20 september 1862[5]